# Atletisme als Jocs Olímpics d'Estiu de 2024 - Llançament de javelina femení
La prova de Llançament de javelina femenina d'Atletisme als Jocs Olímpics de París 2024 serà la 22a edició de l'esdeveniment en unes Olimpíades. La prova es disputarà entre el 7 i el 10 d'agost del 2024 a l'Stade de France de París.
La xinesa Liu Shiying és la vigent campiona de la disciplina olímpica, després de guanyar la medalla d'or als Jocs Olímpics de Tòquio 2020. La medalla de plata la va aconseguir la polonesa Maria Andrejczyk, mentre que la medalla de bronze fou per l'australiana Kelsey-Lee Barber.
L'equip de l'Alemanya de l'Est és la selecció més guardonada, amb 3 medalles d'or, 1 medalla de plata i 2 medalles de bronze, en les 21 edicions que l'esdeveniment ha estat present als Jocs Olímpics. La txeca Barbara Spotakova, amb 2 medalles d'or i 1 medalla de bronze, és l'atleta més guardonada en tota la història de la competició.

## Format
La prova de llançament de javelina consisteix en llençar una javelina feta de fibra de vidre el més lluny possible. La competició començarà amb totes les atletes classificades, competint en 2 grups diferents. Com a mínim 12 atletes passaran a la final. Si aconsegueixen superar la distància de referència passaran directament a la final i si no ho fan, han de quedar entres les 12 posicions més elevades dels dos grups en general. A la final, les 3 llançadores que aconsegueixin fer un llançament més llarg, guanyaran les medalles.

## Classificació
Hi ha dues maneres de classificar-se per la prova olímpica. La forma principal és superant la marca estàndard de classificació (que per aquesta edició es troba en els 64,00 metres), en qualsevol prova organitzada o supervisada per la Federació Internacional d'Atletisme, entre l'1 de juliol de 2023 i el 30 de juny de 2024. Depenent dels llocs que sobrin es podran classificar les atletes que no hagin aconseguit aquesta marca mitjançant les places universals i el rànquing atlètic i fent prevaler la diversitat geogràfica. S'ha de tenir en compte que només es podran classificar un màxim de 3 atletes per país i en cas que sigui superior, cada federació haurà d'escollir les 3 llançadores que consideri per participar en les Olimpíades.
| Mètode de classificació  | Places | País         | Atleta classificada |
| ------------------------ | ------ | ------------ | ------------------- |
| Marca estàndard - 64,00m | 1      | Austràlia    | Mackenzie Little    |
| Marca estàndard - 64,00m | 1      | Àustria      | Victoria Hudson     |
| Marca estàndard - 64,00m | 1      | Colòmbia     | Flor Ruiz           |
| Marca estàndard - 64,00m | 1      | Estats Units | Maggie Malone       |
| Marca estàndard - 64,00m | 1      | Japó         | Haruka Kitaguchi    |
| Marca estàndard - 64,00m | 1      | Letònia      | Lina Muze           |
| Rànquing atlètic         | 1      |              |                     |
| Places universals        | 1      |              |                     |

## Medaller històric
| Posició | País                | Or | Argent | Bronze | Total |
| ------- | ------------------- | -- | ------ | ------ | ----- |
| 1       | Alemanya de l'Est   | 3  | 1      | 2      | 5     |
| 2       | Alemanya            | 2  | 5      | 3      | 10    |
| 3       | URSS                | 2  | 2      | 4      | 8     |
| 4       | Cuba                | 2  | 0      | 1      | 3     |
| 4       | Txèquia             | 2  | 0      | 1      | 3     |
| 6       | Finlàndia           | 1  | 2      | 0      | 3     |
| 7       | Regne Unit          | 1  | 1      | 2      | 4     |
| 8       | Txecoslovàquia      | 1  | 1      | 0      | 2     |
| 8       | Romania             | 1  | 1      | 0      | 2     |
| 8       | Hongria             | 1  | 1      | 0      | 2     |
| 11      | Estats Units        | 1  | 0      | 2      | 3     |
| 12      | Noruega             | 1  | 0      | 1      | 2     |
| 12      | Àustria             | 1  | 0      | 1      | 2     |
| 14      | Xina                | 1  | 0      | 0      | 1     |
| 14      | Croàcia             | 1  | 0      | 0      | 1     |
| 16      | Grècia              | 0  | 1      | 1      | 2     |
| 16      | Austràlia           | 0  | 1      | 1      | 2     |
| 16      | Polònia             | 0  | 1      | 1      | 2     |
| 19      | Sud-àfrica          | 0  | 1      | 0      | 1     |
| 19      | Equip Unificat      | 0  | 1      | 0      | 1     |
| 19      | Alemanya Occidental | 0  | 1      | 0      | 1     |
| 19      | Xile                | 0  | 1      | 0      | 1     |
| 23      | Dinamarca           | 0  | 0      | 1      | 1     |